# Liste von Kunstwerken im öffentlichen Raum in Holzwickede
Die Liste von Kunstwerken im öffentlichen Raum in Holzwickede gibt einen Überblick über Kunst im öffentlichen Raum, unter anderem Skulpturen, Plastiken, Landmarken und andere Kunstwerke in Holzwickede, Kreis Unna. Es besteht kein Anspruch auf Vollständigkeit.

## Kunstwerke in Holzwickede
| Bezeichnung                                      | Standort                                 | Koordinate                      | errichtet | Künstler                                | Anmerkungen                                                                                                  | Bild |
| ------------------------------------------------ | ---------------------------------------- | ------------------------------- | --------- | --------------------------------------- | --- | ---- |
| 130er Denkmal (Kellerkopf-Denkmal)               | Hengsen, Am Kellerkopf                   | 51° 28′ 14,2″ N, 7° 36′ 23″ O   | 1926–1929 | Fritz Richter-Elsner                    | Denkmal für die 5000 Gefallenen des 1. Lothringischen Infanterieregimentes Nr. 130 Metz im Ersten Weltkrieg. |      |
| Kriegerdenkmal                                   | Hengsen, Unnaer Straße                   |                                 |           |                                         | |      |
| Lauf der Emscher                                 | Hauptstraße / Am Emscherpark (Sparkasse) | 51° 30′ 4″ N, 7° 36′ 58,7″ O    | 1996      | Burkhard Hülsmann, Bonifatius Stirnberg | Brunnen mit Schüler als Würdigung der Emscher. Der Fluss verläuft an dieser Stelle unterirdisch.             |      |
| 13 Skulpturen des Bildhauers Raimundo Pulcinelli | Schloß Opherdicke                        |                                 |           |                                         | |      |
| Sieben Zeichen an der Ruhr                       | Ruhrstraße                               | 51° 27′ 59,3″ N, 7° 39′ 42,2″ O | 1986      | Veronika Pögel                          | |      |